# Hereditariedade

## Definição

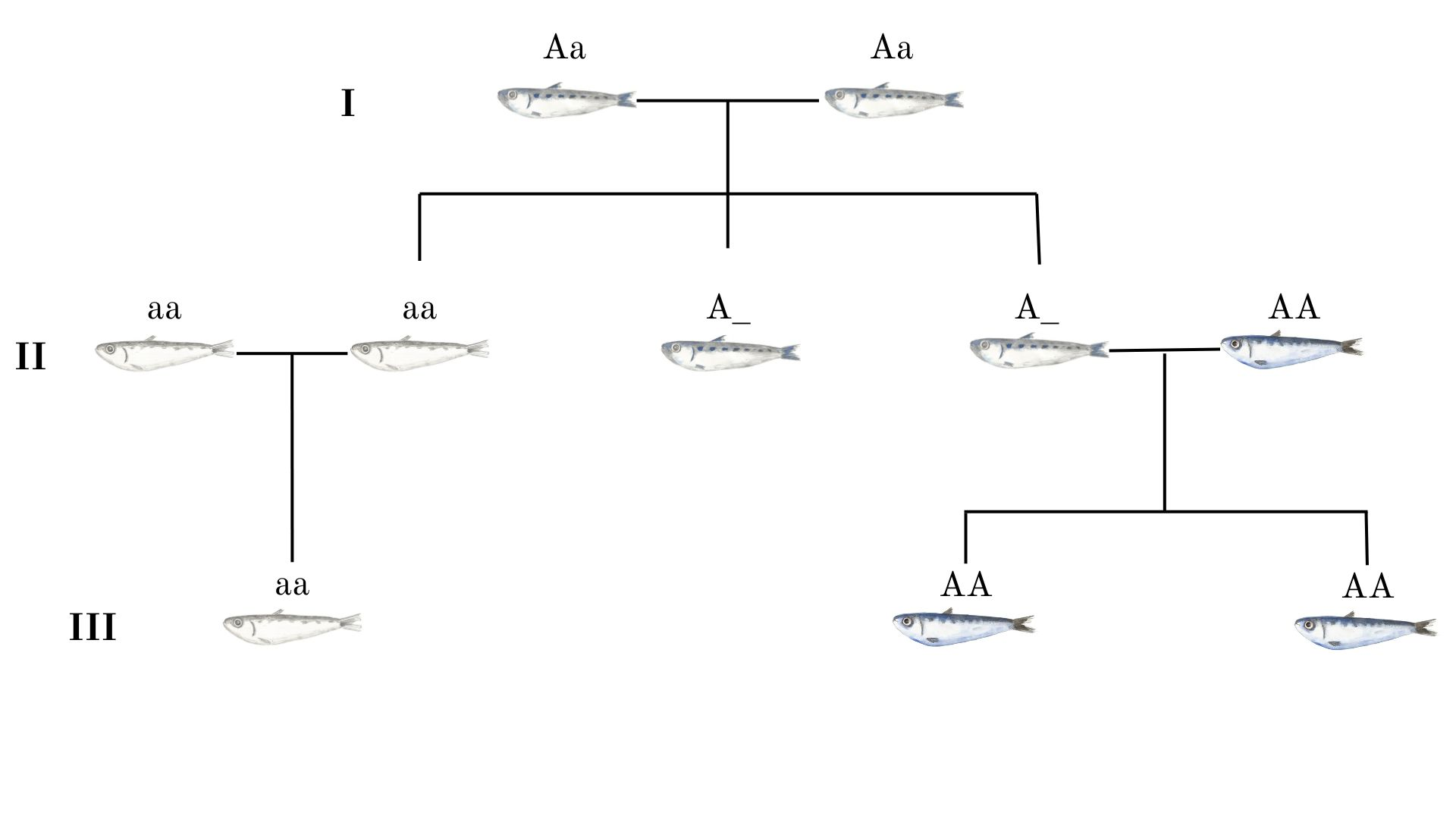
Diagrama ilustrativo da transmissão de características em uma relação de parentesco

A hereditariedade pode ser definida por diversos tipos de perspectiva. Desde o período da Grécia antiga, com os filósofos pré-socráticos, até o final do século XIX, cientistas que trabalham com ela buscam entender como ocorre a transmissão de determinadas características entre indivíduos e seus descendentes.  
Atualmente a definição mais utilizada é dada pela epigenética em que as modificações no genoma são herdadas entre as gerações e não alteram a sequência de DNA. Elas podem ocorrer durante a mitose (processo de divisão celular) provocando efeitos na biologia do indivíduo e, consequentemente, expressando diversos fenótipos, podendo ser induzida até mesmo por fatores externos como estresse ou alimentação.
O conceito de Hereditariedade ainda não pode ser determinado de forma concreta, visto que os estudos ao redor do tema continuam em constante evolução, trazendo inovações para o meio científico, que mudam e incrementam definições pré-estabelecidas, sendo esta da herança epigenética a mais aceita atualmente.
 Alguns exemplos práticos e visíveis da hereditariedade no cotidiano são a cor dos olhos, os chifres em bovinos e, a mais citada, a diferença nas sementes das ervilhas. Entretanto existem outros exemplos que podem ser observados no nosso cotidiano, que até foram descritos por autores como Badzinski e Hermel (2015), como o jeito que se cruza as mãos, o enrolar da língua, o formato do lóbulo da orelha e o formato do polegar.

### Dominância e recessividade
Dominância e recessividade são conceitos que definem como os genes influenciam as características presentes nos organismos.
Os genes dominantes são genes que se tendem a serem expressos mesmo quando apenas uma cópia dele está sendo expressa no organismo, exercendo assim mais "força" sobre as características do organismo do que genes recessivos. Assim, um gene dominante exerce mais influência sobre o indivíduo do que um gene recessivo. Já os genes recessivos são alelos que necessitam de duas cópias para serem expressos efetivamente, ou seja, só são expressos quando encontrados em homozigose no indivíduo.
Contudo, esse sistema de dominância não é sempre uma verdade absoluta. Existem casos em que os alelos não se comportam necessariamente dessa forma: há casos em que os dois alelos são expressos; por outro lado, há também casos de codominância e outros casos em que as características expressadas são uma média das características extremas dos alelos.

## História da Hereditariedade
Antes da genética e da hereditariedade serem conhecidas, muitos pesquisadores precisaram estudar e realizar experiências para entender como funcionavam os fatores hereditários nos seres vivos. O primeiro pesquisador que ficou conhecido por demonstrar a herança genética pela primeira vez foiGregor Johann Mendel (1822-1884), um monge botânico austríaco que realizou testes em ervilhas para compreender esse fenômeno biológico. Ele escolheu 34 variedades de ervilhas e, dentro dessas, 22 permaneceram as mesmas após a autofecundação (F1) que Mendel realizou, selecionando sete pares de traços hereditários para continuar o experimento: ervilhas maduras, lisas e rugosas, amarelas e verdes. Após isso, os híbridos F1 foram fecundados, dando origem a geração F2, na qual traços que não apareceram na primeira fecundação surgiram nessa, dando a entender que mesmo não aparecendo na primeira fecundação, esses traços permanecem nos indivíduos, aparecendo com mais ou menos frequência.
Mendel percebeu que os descendentes gerados dessa reprodução eram majoritariamente amarelos, enquanto a cor verde ia desaparecendo. Após esse experimento foi estabelecido os conceitos de dominância e recessividade, em que os alelos dominantes seriam transmitidos ( cor amarela) durante as gerações enquanto os recessivos são inativos e consequentemente não se manifestam no indivíduo (cor verde).
Anos depois de Mendel, alguns pesquisadores, utilizando os trabalhos do austríaco, realizaram novas descobertas, criando uma nova ciência que se chamaria “genética”.  Foi com Hugo de Vries (1848-1935) que o termo “mutação” descreveu as mudanças na qualidade do material genético hereditário. Walter Sutton (1877-1916) e Theodor Boveri (1862-1915)  relacionaram as leis de Mendel com o comportamento dos cromossomos, em que os fatores hereditários estariam nos cromossomos. Mais tarde, o termo “genética” surgiu por Willian Bateson (1861-1926) em que descobertas desse tipo seriam estudadas nessa nova área A.
Por fim, em 1909 Wilhelm Johannsen cria o termo “gene” dizendo que ele expressa o fato de que muitas características de um organismo são especificadas nos gametas por meio de condições especiais, as quais estão presentes de maneira única e independente (KELLER, 2002,p.13). Ele também criou o que chamamos de “genótipo e fenótipo” através de estudos com feijões, em que genótipos são características genéticas, e fenótipos características externas (influenciadas pelo ambiente).
A história da hereditariedade ocorreu de forma lenta, porém descoberta com calma e através de vários experimentos que ajudaram a entender a herança genética nos seres vivos.

## Hereditariedade na área da saúde e médica
Na área da saúde, a hereditariedade destaca-se, principalmente, no que se diz respeito às doenças hereditárias. Sobretudo, é importante ressaltar a diferença entre uma doença hereditária e uma doença genética - toda doença hereditária é genética; no entanto, nem toda doença genética é hereditária. As doenças genéticas são causadas por mutações ou alterações no DNA, afetando o indivíduo, podendo ser adquiridas durante a vida ou até mesmo herdadas. No entanto, elas nem sempre são transmitidas às próximas gerações - um exemplo disso é o câncer. Já as doenças hereditárias também são causadas por mutações no DNA, porém sempre serão transmitidas de geração em geração, apresentando diversos padrões de herança. Existem também as doenças congênitas que se manifestam antes ou durante o nascimento, afetando exclusivamente crianças.
 Podemos classificar as doenças hereditárias em:
- Doenças monogênicas: mutações que ocorrem no DNA de apenas um gene isolado. Exemplo: Anemia falciforme ou fibrose cística. As doenças monogênicas são divididas em: autossômica recessiva, autossômica dominante e ligada ao cromossomo X.
- Doenças multifatoriais: doenças produzidas pela combinação de diversos fatores ambientais e genéticos, gerando complexidades. Exemplo: Alzheimer ou Diabetes tipo II.
- Doenças cromossômicas: mutações na estrutura do cromossomo ou através de translocações. Exemplo: Trissomia do 21 ou Síndrome de Down.

 Portanto, para prevenção ou tratamento tanto das doenças genéticas quanto das hereditárias, a genética médica abrange diversas atividades clínicas voltadas para o diagnóstico e assistência das doenças, principalmente nas patologias congênitas. No entanto, no quesito social, a prevalência de malformações congênitas e doenças genéticas em países subdesenvolvidos é superior do que em países desenvolvidos, devido ao alto custo social e desigualdade.

## Herança Epigenética
“A epigenética corresponde aos fenômenos moleculares que afetam a expressão gênica sem alterar a sequência nucleotídica do DNA e que são herdáveis, seja de modo histológico, de uma célula para outra, ou transgeracional, de um indivíduo ao outro” (Faria, 2018, p. 15, apud Grossniklaus et al, 2013). As alterações químicas que afetam a composição da cromatina, levam à ativação ou inibição da expressão gênica, o que pode modificar a formação de diferentes fenótipos e gerar marcas epigenéticas.
Essas marcas fazem parte da memória celular e podem ser adquiridas ao longo da vida. Além disso, podem ser transmitidos de forma assíncrona dos avós para os pais, afetando as células germinativas, ou diretamente dos pais no momento da concepção do zigoto. Nesta fase, os gametas femininos e masculinos permanecem distintos até que os processos de desmetilação ocorram em fases separadas. Durante a diferenciação celular para a formação do indivíduo, ocorre uma alteração programada no epigenoma dos gametas, o que garante a preservação dessas marcas.
Quando ocorre a mudança no epigenoma dos gametas, as marcas preexistentes são apagadas e restabelecidas conforme o sexo do indivíduo, sendo modificadas de acordo com as interações ambientais. Contudo, não se sabe exatamente até que ponto essas marcas podem ser mantidas, embora se sugira que algumas sequências possam escapar da reprogramação
 Conforme Lacal e Ventura (2018), atualmente, há diversos estudos de mudanças epigenéticas em modelos animais. Todavia, é necessária a melhoria das pesquisas para que mais evidências sejam geradas e para que haja a implementação de técnicas para estudo em humanos, já que faltam provas diretas e robustas da herança epigenética no homem.